# Joar Forssell
Joar Nils Arvid Karlsson Forssell, född 17 februari 1993 i Maria Magdalena församling i Stockholm, är en svensk politiker (liberal), som är ordinarie riksdagsledamot sedan 2018, invald för Stockholms kommuns valkrets.

## Biografi
Forssell är bosatt på Södermalm. Han har studerat vid Stockholms universitet och arbetade fram till 2016 som politisk sekreterare åt Liberalerna i Stockholms läns landsting. Han var distriktsordförande för Liberala Ungdomsförbundet i Stockholms län åren 2013–2015.
Han utmanade den sittande förbundsordföranden Henrik Edin inför Liberala Ungdomsförbundets förbundskongress den 6 augusti 2016 och vann med siffrorna 60–38. Mellan den 6 augusti 2016 och 18 augusti 2019 var han Liberala ungdomsförbundets förbundsordförande och under den tiden också adjungerad i Liberalernas partistyrelse. Vid riksdagsvalet 2018 blev Forssell en av Liberalernas 19 riksdagsledamöter.
Forssell har tagit ställning för kurdisk självständighet och när kurdiska Irak röstade om självständighet deltog Forssell som valobservatör i huvudstaden Erbil. Forssell är cannabis-aktivist och har uttalat sig mot Sveriges nolltolerans.
Forssell motionerade hösten 2023 i riksdagen för att staten ska verka för en framtid utan graviditeter genom att satsa på forskning kring artificiella livmödrar.

## Släkt
Forssell är en svensk släkt från Järvsö. Joar Forssell är barnbarn till den tidigare förbundsordföranden i Fredrika Bremer-Förbundet, Gerd Forssell, barnbarns barn till lektorn Nils Forssell och barnbarns barnbarn till industrimannen Abraham Forssell.

## Politiska uppdrag
- Valledning respektive valledare i L respektive LUF, ledamot länsförbundsstyrelsen L samt förbundskassör LUF.[12]
- Omvald till förbundsordförande i LUF på årsmöte 2018 i Lund.[13]
- Vice ordförande i Stockholm kommunstyrelses råd för mänskliga rättigheter 2017-2018.[14]
- Riksdagsledamot för Liberalerna, 2018-2022, och bl.a. ledamot av utrikesutskottet.[15]